# Közvetlen szabadrúgás

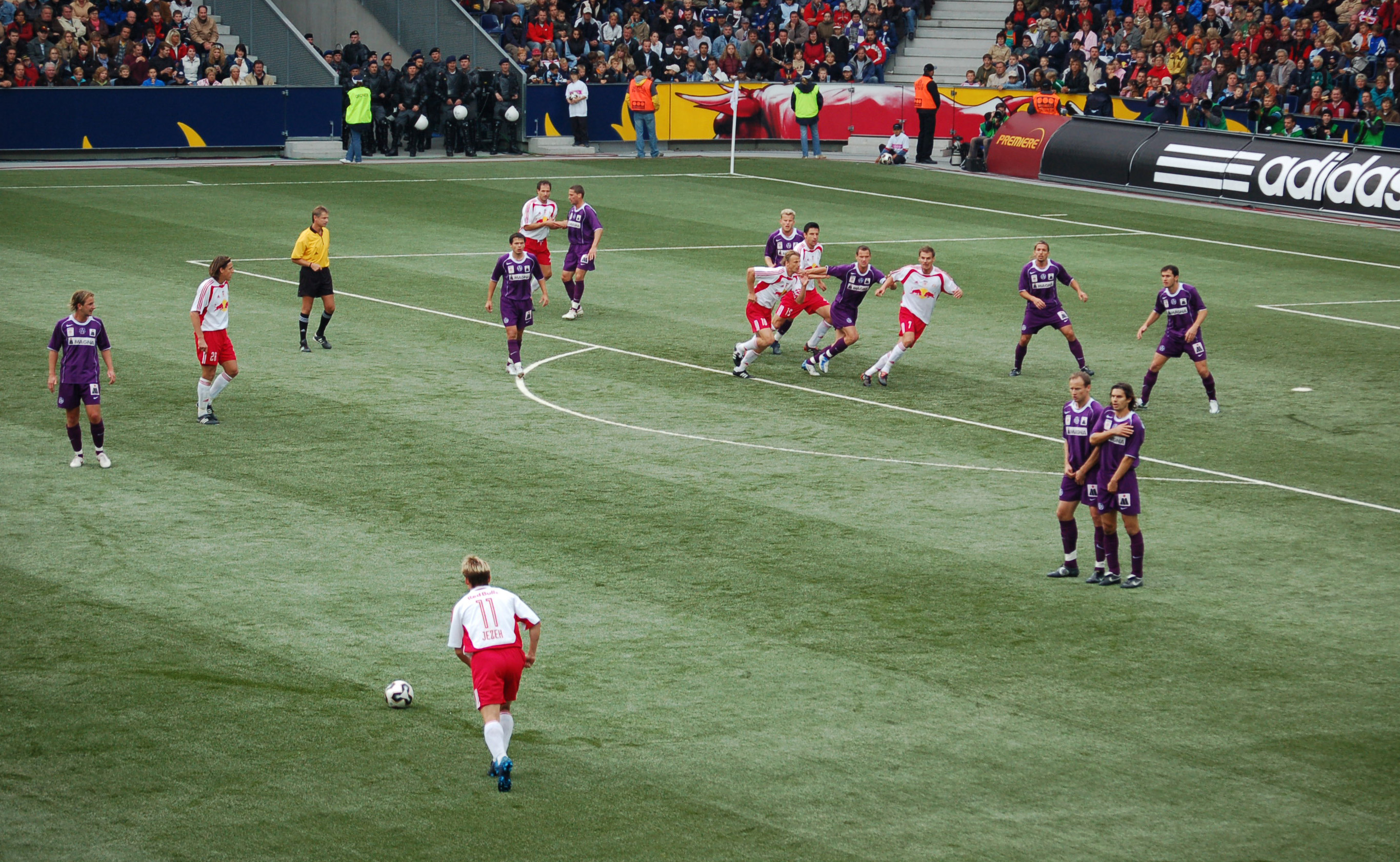
A közvetlen szabadrúgás

A közvetlen szabadrúgás egy módja a játék újraindításának szabálytalanság után a labdarúgásban. Gólt elérni belőle csak az ellenfél kapujába lehet (magyarul öngólt nem lehet rúgni), anélkül, hogy a szabadrúgást elvégző játékoson kívül a más érintette volna a játékszert. Ebben ellentettje a közvetett szabadrúgásnak, ahol a szabadrúgást elvégző játékoson kívül kötelezően egy másik játékosnak is játékba kell avatkoznia.  
Közvetlen szabadrúgást akkor ítélnek, ha az adott játékos a saját büntetőterületén kívül szabálytalankodik. Ha ez a saját büntetőterületén belül történik (a határoló vonal is a büntetőterülethez tartozik), akkor tizenegyesrúgás következik.

## Elvégzése
A rúgás helye az a pont, ahol a szabálytalanságot elkövették, kivéve ha az a saját tizenhatosukon belül történt, ebben az esetben bárhonnan elvégezhető. A labdának a rúgás előtt álló helyzetben kell lennie. Az ellenfél játékosainak a labdától legalább tíz yard (9,15m) távolságban kell helyezkedniük, mindaddig amíg az játékba nem kerül. Ezen szabályok betartása mellett dönthetnek úgy is, hogy sorfalat állítanak a rúgó játékos elé.
A játékvezetők 2010 óta használják a szabályok könnyebb betartatása végett a víz alapú, pillanatokon belül eloszló átmeneti festék-sprayt.

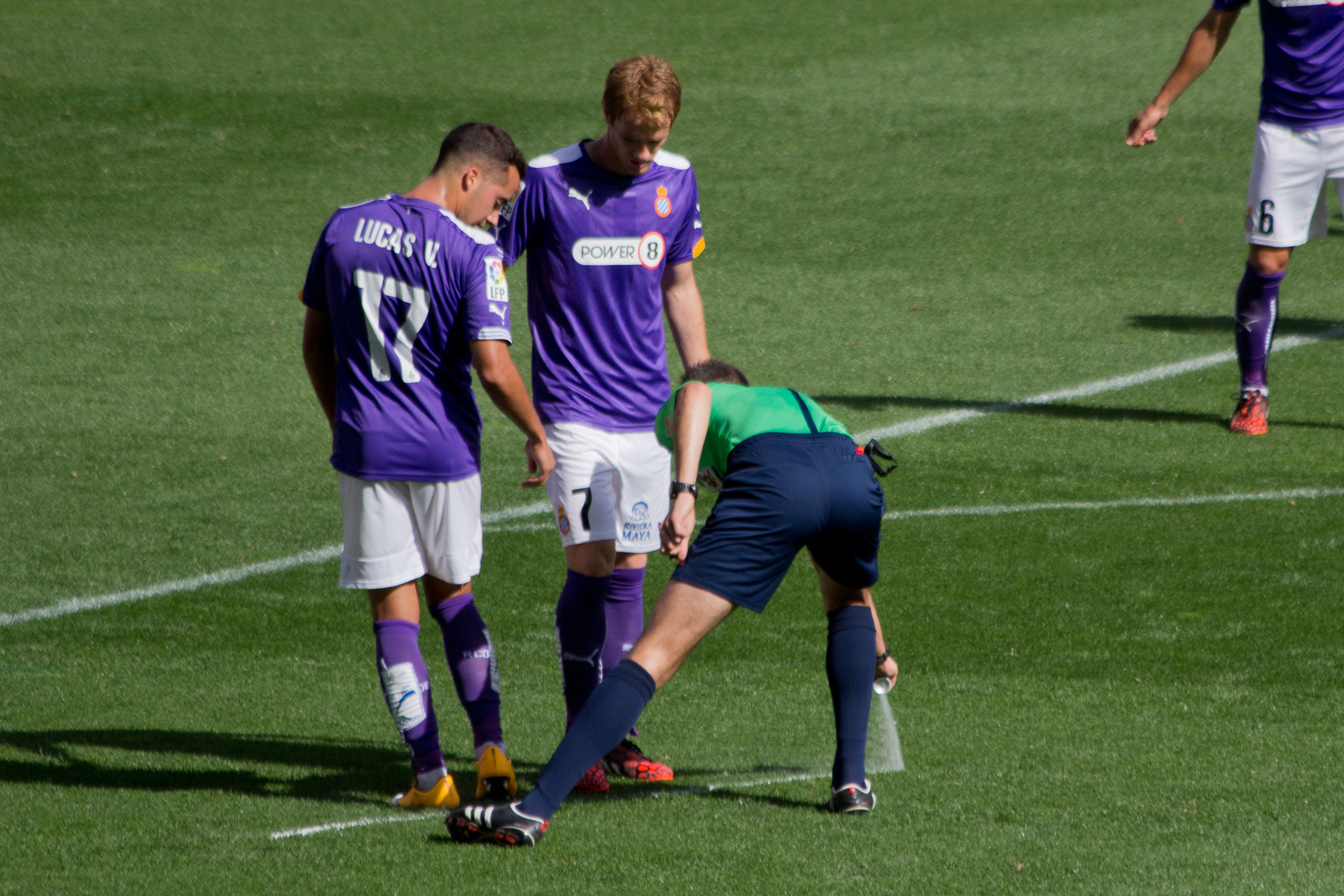
A 2014-es világbajnokságon is használták a játékvezetők a szabadrúgás helyét kijelölő sprayt.

Gólt a rúgójátékos közvetlenül is érhet el (szemben a közvetett szabadrúgással), illetve ha a védekező csapat egy játékosa, vagy a kapusa azt blokkolja, hárítja, akkor szögletrúgás következik.

## Szabálysértés és szankció
A szabadrúgás akkor kerülhet visszavonásra, ha az ellenfél közelebb van ahhoz a helyhez, ahonnan a rúgás elvégzésre kerül, mint a szükséges távolság (10 yard vagy 9,15 méter). Egy adott csapat által a saját büntetőterületen lévő szabadrúgás esetében a labdát nem veszik játékban lévőnek, amíg az nem hagyja el a büntetőterületet. Ha ez nem valósul meg közvetlen módon, akkor a szabadrúgás visszafújható.
A játékvezető abban az esetben is visszafújhatja, vagy közvetettre változtathatja a szabadrúgás módját, ha a rúgójátékoson kívül, bármely csapatból, más is érinti annak elvégzése előtt.

## Stratégia

A védekező csapat által állított sorfal próbálja megakadályozni a gólszerzést.

A legtöbb csapatnak egy vagy két szabadrúgás-lövője, akik az adott szög és távolság függvényében elvégzik a rúgást. A stratégia szolgálhatja az azonnali gólszerzést, de lehet célja, hogy egy olyan taktikai elem - beívelés - vegye kezdetét, aminek a vége a gólszerzés.
Ha a közvetlen szabadrúgás távolságát és szögét a védekező csapat veszélyesnek ítéli, akkor gyakran sorfalat állítanak a lövő játékos elé. Ebben a helyzetben egyértelműen a technikásabb, jó rúgótechnikájú játékosok vannak előnyben.
A "sorfal" a közvetlen szabadrúgás fő védekező stratégiája. Ez egy olyan rendszer, amely védi a kaput egy szabadrúgásból, lévén közvetett szabadrúgás esetén is alkalmazható. A sorfalat alkotó játékosok száma változó, egyetlen kikötés, hogy tagjainak a szabály által kikötött távolságot be kell tartaniuk.